# Phim ca nhạc

Poster phim High School Musical 3: Lễ tốt nghiệp (2008), một trong những bộ phim nhạc kịch đình đám của Disney

Phim ca nhạc, phim nhạc kịch (tiếng Anh: musical film) là một thể loại phim trong đó các bài hát được các nhân vật thể hiện xen lẫn với mạch kể, đôi khi đi kèm với các bài nhảy. Các bài hát thường đóng vai trò phát triển cốt truyện và nhân vật trong phim; hay cũng có lúc chỉ đơn thuần là những khúc nghỉ ngắt quãng trong mạch truyện, trong trường hợp này chúng thường là những "màn biểu diễn âm nhạc" kỹ lưỡng, công phu.
Phim nhạc kịch là một bước phát triển tự nhiên của nhạc kịch sân khấu sau sự xuất hiện của công nghệ phim có âm thanh. Về cơ bản, sự khác biệt lớn nhất giữa phim và nhạc kịch sân khấu là trong phim có sử dụng những cảnh quay và địa điểm phong phú làm nền mà trong nhà hát không thể có được. Đặc trưng của phim nhạc kịch là thường chứa nhiều yếu tố gợi lại không khí trong nhà hát; các diễn viên trong phim thường biểu diễn các ca khúc và điệu nhảy như thể có đang có người xem ở dưới sân khấu vậy. Hiểu theo một cách nào đó, người xem phim nhạc kịch dường như là những khán giả trực tiếp; diễn viên sẽ nhìn thẳng về phía máy quay và biểu diễn trước nó.